# Vladimir Efimkin
Pour les articles homonymes, voir Iefimkine.
Vladimir Efimkin  - en russe : Владимир Александрович Ефимкин, et en français : Vladimir Aleksandrovitch Iefimkine - est un coureur cycliste russe né le 2 décembre 1981 à Kouïbychev (connue sous le nom de Samara).
Il a un frère jumeau, Alexander Efimkin, également coureur cycliste.

## Biographie
Passé professionnel en 2005 chez Barloworld-Valsir, il est membre de l'équipe AG2R La Mondiale jusqu'au 31 juillet 2010, date de son départ. Lors du Tour de Suisse 2007, il longtemps porté le maillot jaune jusqu'à la dernière étape contre-la-montre, où il a craqué pour finir sixième du classement général final. Il court de 2008 à juillet 2010 chez AG2R La Mondiale. Il quitte cette équipe en juillet pour rejoindre sa famille aux États-Unis et il met un terme à sa carrière. En juin 2011, il annonce son retour dans le peloton professionnel. Il s'engage dans la même équipe que son frère, l'équipe Type 1-Sanofi.

## Palmarès

### Carrière amateur
- 2003
  - Cirié-Pian della Mussa
  -  Médaillé de bronze du championnat du monde militaires du contre-la-montre
  - 3e du Trofeo Gavardo Tecmor
- 2004
  - Trofeo FPT Tapparo
  - Tour de la province de Cosenza
  - Zanè-Monte Cengio
  - 6e étape du Tour de la Vallée d'Aoste
  - Trophée Rigoberto Lamonica
  - 2e du Grand Prix de Poggiana
  -  Médaillé d'argent du championnat du monde militaires sur route

### Carrière professionnelle
- 2005
  - Tour du Portugal :
    - Classement général
    - 3e étape

  - 4e étape des Quatre Jours de Dunkerque
  - 2e étape du Tour d'Aragon
  - 2e des Quatre Jours de Dunkerque
  -  Médaillé de bronze du championnat du monde militaires sur route
- 2006
  - 3e du Tour de La Rioja
- 2007
  - 1re étape du Tour méditerranéen (contre-la-montre par équipes)
  - 2ea étape de la Bicyclette basque
  - 4e étape du Tour d'Espagne
  - 3e du Tour méditerranéen
  - 6e du Tour d'Espagne
  - 6e du Tour de Suisse
- 2008
  - 9e étape du Tour de France
  - 10e du Tour de France

## Résultats sur les grands tours

### Tour de France
2 participations
- 2008 : 10e, vainqueur de la 9e étape
- 2009 : abandon (15e étape)

### Tour d'Italie
1 participation
- 2006 : 39e

### Tour d'Espagne
1 participation
- 2007 : 6e, vainqueur de la 4e étape,  maillot or pendant 4 jours.

## Classements mondiaux
| Année                  | 2005 | 2006 | 2007 | 2008 | 2009 | 2010 | 2011 | 2012 |
| ---------------------- | ---- | ---- | ---- | ---- | ---- | ---- | ---- | ---- |
| Classement ProTour     |      | 166e | 33e  |      |      |      |      |      |
| Calendrier mondial UCI |      |      |      |      | 205e |      |      |      |
| UCI Asia Tour          |      |      |      |      |      |      | 249e | 115e |
| UCI Europe Tour        | 8e   |      |      |      |      |      |      |      |